# Championnat de Finlande de rugby à XV
Le championnat de Finlande de rugby à XV, dénommé SM-sarja, rassemble les meilleurs clubs de rugby à XV de Finlande.

## Historique
La compétition est fondée en 2002.

## Format
La première division se compose de six équipes. Une saison régulière est organisée sous format de matchs aller-retours. Les 4 premiers sont qualifiés pour les demi-finales (1 vs. 4 et 2 vs. 3)

## Équipes participantes
Pour l'édition 2017, 6 équipes se disputent le titre de champion de Finlande de rugby à XV.
- Helsinki Warriors
- Helsinki Rugby Club
- Jyväskylä Rugby Club
- Linna Rugby Club (Hämeenlinna)
- Old Town Shamrocks (Porvoo)
- Kuopio Rugby Club

## Palmarès
| Saison            | Vainqueur            | Score   | Finaliste           |
| ----------------- | -------------------- | ------- | ------------------- |
| 2002              | Helsinki RUFC        | -       | -                   |
| 2003              | Helsinki RUFC        | -       | -                   |
| 2004              | Jyväskylä RC         | -       | -                   |
| 2005              | Jyväskylä RC         | -       | -                   |
| 2006              | Tampere RC           | -       | -                   |
| 2007              | Tampere RC           | –       | -                   |
| 2008              | Helsinki Warriors    | –       | -                   |
| 2009              | Helsinki Warriors    | -       | -                   |
| 2010              | Helsinki Warriors    | –       | -                   |
| 17 septembre 2011 | Helsinki Warriors    | 13 – 3  | Tampere RC          |
| 29 septembre 2012 | Helsinki Warriors    | 11 – 7  | Turku Eagles RFC    |
| 5 octobre 2013    | Tampere RC           | 25 – 24 | Helsinki Warriors   |
| 27 septembre 2014 | Helsinki RUFC        | 12 – 5  | Helsinki Warriors   |
| 26 septembre 2015 | Helsinki Warriors    | 7 – 5   | Helsinki RUFC       |
| 1 octobre 2016    | Helsinki RUFC        | 21 – 15 | Helsinki Warriors   |
| 30 septembre 2017 | Jyväskylä Rugby Club | 25 – 24 | Helsinki Rugby Club |

## Bilan
| Club              | Titres | Premier(s) - Dernier(s) |
| ----------------- | ------ | ----------------------- |
| Helsinki Warriors | 6      | 2008-2015               |
| Helsinki RUFC     | 4      | 2002-2016               |
| Tampere RC        | 3      | 2006-2013               |
| Jyväskylä RC      | 3      | 2004-2017               |

## Autres divisions
Il existe deux autres divisions nationalesUn championnat de deuxième division existe également. Les équipes sont séparées en deux conférences de quatre équipes.
Pour l'édition 2017 les équipes de deuxième division étaient :
- Espoo Rugby Club
- Kalev Rugby (équipe de Talinn, Estonie)
- Tampere Rugby Club
- Turku Rugby Club
- Helsinki Warriors 2

Kalev l'emporte face à Tampere en finale (20 - 17) et s'offre le droit de jouer en première division pour la saison 2018.
Pour l'édition 2017 les équipes de troisième division étaient :
- Conférence Est
  - Helsinki Rugby Club 2
  - Saimaa Sharks (équipe de Lappeenranta)
  - Karjalan Rugby Club (équipe de Joensuu)
  - Jyväskylä Rugby Club 2
- Conférence Ouest
  - Åland Stags (équipe de l'archipel d'Åland)
  - Vaasa Wolves
  - Pori Rugby
  - Seinajoki

Pori remporte en 2017 le titre de champion de troisième division en battant Joensuu 41 - 12 et jouera donc en deuxième division en 2018.